# ژانگ لینگ (قایقران روئینگ)
ژانگ لینگ (انگلیسی: Zhang Ling؛ زادهٔ ۲۷ فوریهٔ ۱۹۹۷) قایقران روئینگ اهل چین است.
وی در مسابقات کشوری و بین‌المللی در مجموع برندهٔ ۲ مدال طلا شده‌است.